# Keliza Smith
Keliza Smith (* 25. April 2003) ist eine guyanische Leichtathletin, die sich auf den Sprint spezialisiert hat.

## Sportliche Laufbahn
Erste Erfahrungen bei internationalen Meisterschaften sammelte Keliza Smith bei den CARIFTA-Games 2019 in George Town, bei denen sie in 56,51 s den fünften Platz im 400-Meter-Lauf in der U17-Altersklasse belegte und im Weitsprung mit 5,38 m auf Rang sieben gelangte. 2021 klassierte sie sich bei den erstmals ausgetragenen Panamerikanischen Juniorenspielen in Cali mit 24,30 s auf dem achten Platz im 200-Meter-Lauf. Im Jahr darauf belegte sie bei den CARIFTA Games in Kingston in 11,58 s den vierten Platz im 100-Meter-Lauf und wurde in 24,40 s auch Vierte über 200 Meter. 2023 schied sie bei den Zentralamerika- und Karibikspielen (CAC) in San Salvador mit 11,67 s im Vorlauf über 100 Meter aus und verpasste dann auch bei den Panamerikanischen Spielen in Santiago de Chile mit 11,78 s den Finaleinzug.
2019 wurde Smith Guyanische Meisterin im 400-Meter-Lauf sowie 2022 über 100 und 200 Meter und in der Mixed-Staffel über 4-mal 400 Meter.

## Persönliche Bestzeiten
- 100 Meter: 11,37 s (+1,4 m/s), 2. November 2022 in Leonora
- 200 Meter: 23,99 s (+1,4 m/s), 30. April 2022 in Leonora
- 400 Meter: 54,31 s, 2. November 2022 in Leonora